# Rifondazione Comunista Sammarinese

Logo der Rifondazione Comunista Sammarinese

Die San-marinesische Kommunistische Wiedergründung (ital.: Rifondazione Comunista Sammarinese, RCS) war eine kommunistische Partei in San Marino. Sie war auf europäischer Ebene Vollmitglied in der Partei der Europäischen Linken.
Sie wurde 1991 gegründet, nachdem die Kommunistische Partei San Marinos (PCS) dem Kommunismus abgeschworen und den Parteinamen in Partito Progressista Democratico Sammarinese (PPDS) geändert hatte. Die PPDS benannte sich später in Partito dei Democratici um. Die RCS bewahrte seither die kommunistische Programmatik der verblichenen PCS.
Bei den Parlamentswahlen 2001 brachte es die RCS auf 3,38 % der Stimmen und somit auf zwei Mandate. Vor der Wahl am 4. Juni 2006 ging die RCS ein Wahlbündnis mit der unabhängigen Linkspartei Zona Franca ein; als Sinistra Unita erreichte das Bündnis 8,67 % der Stimmen und fünf von sechzig Mandaten.
2012 löste sich die Partei auf.

## Wahlergebnisse
|             |                            | Liste                              | Wähler | %    | Sitze |
| ----------- | -------------------------- | ---------------------------------- | ------ | ---- | ----- |
| Wahlen 1993 | Großer und Allgemeiner Rat | Rifondazione Comunista Sammarinese | 731    | 3,36 | 2     |
| Wahlen 1998 | Großer und Allgemeiner Rat | Rifondazione Comunista Sammarinese | 714    | 3,27 | 2     |
| Wahlen 2001 | Großer und Allgemeiner Rat | Rifondazione Comunista Sammarinese | 738    | 3,38 | 2     |
| Wahlen 2006 | Großer und Allgemeiner Rat | Sinistra Unita                     | 1.911  | 8,67 | 5     |
| Wahlen 2008 | Großer und Allgemeiner Rat | Sinistra Unita                     | 1.797  | 8,57 | 5     |
| Wahlen 2012 | Großer und Allgemeiner Rat | Sinistra Unita                     | 1.808  | 9,14 | 5     |

2004 war die RCS Gründungsmitglied der Europäischen Linkspartei. Parteichef ist Ivan Foschi.